# Giorgio Bogi
Giorgio Bogi (La Spezia, 24 giugno 1929) è un politico e medico italiano.
È stato a lungo membro della Camera dei deputati, prima per il Partito Repubblicano Italiano (di cui fu segretario per un breve periodo dal 1993 al 1994), poi per Alleanza Democratica e dal 1996 per i Democratici di Sinistra.
Nel governo Prodi I (1996-1998) Bogi è stato inoltre sottosegretario alla presidenza del Consiglio e Ministro per i rapporti con il Parlamento. Durante la XIV Legislatura (2001-2006) è stato vicepresidente del gruppo dei DS alla Camera.

## Biografia
Laureato in medicina e chirurgia, ha lavorato come dottore fino alla prima metà degli anni '70 ed è stato anche primario di fisiopatologia respiratoria all'ospedale di La Spezia.
Nel 1972, con il Partito Repubblicano Italiano (PRI), divenne per la prima volta parlamentare alla Camera, con cui ha sempre confermato il suo seggio, e quattro anni dopo ha fatto parte della Commissione Trasporti e della Commissione Interparlamentare per l'indirizzo generale e la vigilanza dei servizi radiotelevisivi. Verrà rieletto ininterrottamente fino alla XIV legislatura nel 2001.
Dal 4 aprile 1980 al 1º dicembre 1982 fa parte, come sottosegretario alle Poste e Telecomunicazioni, del Governo Cossiga II, Forlani, Spadolini I, Spadolini II. Ricopre il medesimo incarico governativo dal 4 agosto 1983 al 17 aprile 1987 nei governi Craxi I e Craxi II.
Rieletto per la quinta volta alla Camera dei deputati nelle politiche del 1987, nel corso della X legislatura della Repubblica ha presieduto la 12ª Commissione Affari Sociali di Montecitorio dal 4 agosto 1987 al 15 ottobre 1991.
Con l'avvento dell'inchiesta giudiziaria Tangentopoli, che portò Giorgio La Malfa a lasciare momentaneamente la segreteria del PRI, Bogi assunse la sua guida, dove colloca il partito all'interno della coalizione del centrosinistra i Progressisti, contribuendo alla fondazione di Alleanza Democratica (AD) di Willer Bordon.
Nel 1994, per reazione alla proposta di La Malfa (che assunse nuovamente la segreteria del PRI) di lasciare AD e schierarsi con Patto Segni, abbandona il PRI e diede vita, insieme a Giuseppe Ayala e Libero Gualtieri, ad un nuovo soggetto politico: Sinistra Repubblicana, collocato in Alleanza Democratica di Bordon.
In seguito alla nascita del primo governo di Romano Prodi, il 22 maggio 1996 viene nominato dal Consiglio dei Ministri sottosegretario di Stato alla Presidenza del Consiglio con delega ai rapporti con il parlamento. Il 14 marzo 1997 viene nominato Ministro senza portafoglio per i rapporti con il parlamento, proposta da Prodi al Presidente della Repubblica Oscar Luigi Scalfaro.
Nel 1998 Bogi, assieme a Sinistra Repubblicana, confluisce nei Democratici di Sinistra (DS) di Massimo D'Alema, unificando il Partito Democratico della Sinistra con le altre forze della sinistra italiana, divenendo membro e leader dell'omonima fazione all'interno della corrente riformista dei DS.
Nel 2006, dopo la sua mancata ricandidatura tra le file dei DS alle politiche di quell'anno, abbandona il partito e aderisce al Movimento Repubblicani Europei di Luciana Sbarbati, ma l'anno seguente entra nel Partito Democratico di Walter Veltroni.